# Francis Drake (diplomatico)
Francis Drake (Yardbury, 1764 – 1821) è stato un diplomatico inglese.

## Biografia
Francis Drake, originario della contea del Devon, e Wells, fu un diplomatico britannico, ricoprendo incarichi a Genova e Monaco di Baviera durante le Guerre napoleoniche.
Francis Drake era figlio del Rev. Francis Drake, vicario di Seaton e Beer. Nel 1790 Drake fu nominato Segretario di Legazione alla Corte di Copenaghen., trasferito come "Ministro Residente" presso la Serenissima Repubblica di Venezia prima di essere inviato in missione presso la Repubblica di Genova nel 1793. Prese congedo per tornare da Genova in Inghilterra per sposarsi nel 1795. Nel 1799 fu nominato inviato straordinario all'Elettorato Palatino del Reno e Ministro presso la Dieta Perpetua di Ratisbona. Ha mantenuto la corrispondenza con gli informatori francesi realisti, tra i quali l'agente doppiogiochista Jean Claude Hippolyte Méhée de La Touche che con le sue rivelazioni nel 1804 lo mise politicamente in imbarazzo, quando alcune lettere, che rivelano i piani di Charles Pichegru e Georges Cadoudal per montare una rivolta antinapoleonica sulla riva sinistra del Reno, furono intercettate dal governo francese e distribuite ai ministri degli esteri a Parigi.